# Lenzerwische
Lenzerwische – gmina w Niemczech w kraju związkowym Brandenburgia, w powiecie Prignitz, wchodzi w skład urzędu Lenzen-Elbtalaue. Najbardziej na zachód położona gmina kraju związkowego.